# Flughafen Çukurova

i7
i11
i13
Der Flughafen Çukurova (türkisch Çukurova Uluslararası Havalimanı, IATA-Code: COV, ICAO-Code: LTDB) ist ein türkischer Flughafen mit internationalem Status, der im August 2024 eröffnet wurde. Er befindet sich in der Talebene Çukurova in der Region Adana und ist der zweitgrößte Regionalflughafen der Türkei, nach dem Flughafen Kütahya-Zafer.

## Hintergrund
Zu den Hintergründen für den Bau dieses Flughafens zählte zum einen der veraltete und überlastete, etwas östlicher gelegene Flughafen Adana. Gemessen am Passagieraufkommen ist dies der sechstgrößte Flughafen in der Türkei. Die türkische Regierung strebt schon länger eine Metropolregion an, zu der die Provinzen Mersin, Adana und Osmaniye gehören sollen. Der Flughafen würde zum einen als einer der größten Flughafen in der Türkei die Passagiere der drei Provinzen abfertigen, zum anderen Güter ins In- und Ausland transportieren. Adana hat im Vergleich zu anderen türkischen Städten enorm viele Unternehmen, die hauptsächlich im produzierenden Gewerbe und in der Landwirtschaft tätig sind. Zudem ist die Region Çukurova hinsichtlich Geschichte, Kultur und Natur sehr attraktiv, weswegen man den Tourismus ankurbeln möchte. Der Flughafen soll also mittelfristig die Wirtschaft in dieser Metropolregion ankurbeln.

## Besitzerverhältnisse und Betrieb
Der Flughafen wird nach dem Build-Operate-Transfer-Prinzip errichtet. Ein Konsortium, bestehend aus den Bauunternehmen Skyline und Zonguldak Özel Sivil Havacılık, hat am 26. Januar 2012 den Zuschlag erhalten. 9 Jahre und 10 Monate nach der Eröffnung wird der Flughafen voraussichtlich an den Staat übergeben, sofern die Betreibergesellschaft keine Verlängerung beantragt. Für die Flugsicherung und Sicherheit allgemein ist die DHMI zuständig.

## Bau
Die Grundsteinlegung fand am 29. Mai 2013 statt. Im Januar 2019 waren der Unterbau und die nötige Infrastruktur fertiggestellt, sodass im Februar 2019 mit dem Bau des Terminals begonnen werden konnte. Die Piste wurde bereits im August 2018 fertig. Das Terminal soll eine Glasfassade erhalten. Das Dach wird begrünt, wodurch der Flughafen zur Umgebung mit den Äckern passen soll. In der ersten Etappe hat der Flughafen eine Kapazität von 10 Millionen Passagieren pro Jahr. In einer zweiten Etappe soll diese Zahl auf 30 Millionen erhöht werden. Der Flughafen wurde vom türkischen Architekten Emre Arolat entworfen. Die Kosten wurden von der Zeitung Hürriyet auf 357 Millionen Euro beziffert.
Im Februar 2022 wurde die Eröffnung für den Nationalfeiertag der Republik am 29. Oktober 2022 angekündigt. Am 31. Oktober 2022 wurde die Eröffnung für Februar 2023 erwartet. Die offizielle Eröffnung fand am 11. August 2024 statt. Der Flughafen Çukurova soll den alten Flughafen in Adana komplett ersetzen. Turkish Airlines hat bereits ihre Flüge von Adana nach Çukurova umgeleitet.
Der Flughafen war eigentlich als Regionalflughafen geplant, wurde aber auf Geheiß von Staatspräsident Erdoğan zum Internationalen Flughafen und soll ein Drehkreuz zwischen Europa und Asien werden.